# インランド郡区 (アイオワ州シーダー郡)
インランド郡区は、アメリカ合衆国、アイオワ州、シーダー郡にある17の郡区の一つである。2000年の国勢調査で、人口は773人だった。

## 地理
インランド郡区は、94.2平方キロメートル（36.37平方マイル)で、Bennettが含まれる。
アメリカ地質調査所によると、この郡区はInlandとMonekaの2つの霊園が含まれる。